# Жмакин, Василий Иванович
Василий Иванович Жмакин (12 (24) июля 1853 — 26 мая (8 июня) 1907) — протоиерей Русской православной церкви, русский писатель, историк, богослов. Член Учебного комитета при Святейшем Синоде.

## Биография
Родился 12 (24) июля 1853 года в бедной семье дьякона села Николаевка Николаевского уезда, Самарской губернии. Лишившись отца в раннем детстве, он был воспитан своим близким родственником в простых и строгих правилах старого быта духовенства.
В 1875 году окончил Самарскую духовную семинарию и, как лучший воспитанник, был послан на казённый счёт в Санкт-Петербургскую духовную академию. В академии углублённо изучал историю русской церкви, и вместе со своим товарищем по курсу В. В. Болотовым сделался лучшей надеждой академии. Его кандидатское сочинение о митрополите Данииле, написанное на третьем курсе, было признано Советом академии одним из лучших сочинений и удостоено вместе с сочинением В. В. Болотова высшей студенческой премии. По окончании академии с 4 октября 1879 года он стал помощником инспектора Санкт-Петербургской духовной семинарии.
В 1881 году защитил магистерскую диссертацию «Митрополит Даниил и его сочинения» (М., 1881). В 1884 году, 20 мая, был рукоположён во священника к церкви Николаевского Кадетского корпуса и назначен законоучителем корпуса.
Был назначен постоянно присутствующим членом Учебного Комитета при Святейшем Синоде с 13 сентября 1900 года.
В начале 1906 года назначен редактором синодального журнала «Церковные ведомости». Принимал участие в написании «Русского биографического словаря»; числится в списке сотрудников VII тома «Православной богословской энциклопедии»

## Публикации
«Общим достоинством трудов прот[оиерея] Жмакина, — подчёркивалось в опубликованной в 1904 году в журнале "Русский Паломник" заметке С. Троицкого, — является новость сообщаемых в них фактов, извлечённых автором из архивных материалов».
Статьи В. И. Жмакина помещены в «Журнале министерства народного просвещения» («Взгляд митрополита Даниила на отношение к еретикам»), «Древней и Новой России» («Русское общество XVI века», «Россия и Черногория в начале XIX века»), в «Христианском чтении» и «Церковном вестнике» («Ириней Нестерович», «Английская миссия за Байкалом», «Митрополит Антоний») и другие. В 1886 году напечатал «Иннокентий, епископ Пензенский и Саратовский» (СПб.).
- Русское общество XVI века / [Соч.] Василия Жмакина. — Санкт-Петербург: Хромолит. и тип. В. Грацианского, 1880. — 71 с.
- Митрополит Даниил и его сочинения: Исслед. Василия Жмакина. — Москва: Имп. общество истории и древностей рос. при Моск. университете, 1881. — 890 с.
- Ересь есаула Котельникова / [В. Жмакин]. — [Санкт-Петербург]: тип. Ф. Елеонского и К°, 1882. — 57 с.
- Иннокентий, епископ Пензенский и Саратовский: Биогр. очерк / Сост. В. Жмакин. — Санкт-Петербург: тип. Ф. Елеонского и К°, 1885. — [8], 158 с.
- Игумения Вяземского Аркадиевского монастыря Августа (в мире княжна Ширинская-Шихматова) / [Соч.] Законоучителя Николаев. кадет. корп. прот. В. И. Жмакина. — Москва: Унив. тип., 1897. — 159 с.